# 郭子和
郭子和（？—664年），隋末唐初同州蒲城县人。

## 生平
郭子和本為左翊衛，因為犯罪被流放榆林，正逢地方大饑，郭子和結集地方士人殺郡丞王才，開倉賑民，自立為永樂王，建元為正平，尊其父為太公。郭子和自立為王後，南連梁師都，北附突厥而被封為平楊可汗。但郭子和固辭不敢當，被轉封為屋利設。
618年時郭子和歸降唐朝，拜雲州總管，封金河郡公，隔年又封郕國公。後來與梁師都交惡，出兵打下了寧朔城。武德七年（624年）從秦王李世民平劉黑闥，因作戰奮勇，戰後受到唐高祖李淵禮遇而賜姓李氏，封右武衛將軍。在李世民登基為帝後加封郭子和三百戶封邑。显庆元年（656年）被任為黔州都督。後以年老申請退休，加封至金紫光祿大夫才致仕，至麟德九年（664年）卒。

## 家庭

### 祖父
- 郭爱，北周泽州司马

### 父亲
- 郭贵，唐朝丹州刺史、上柱国

### 兄弟姐妹
- 郭子政
- 郭子端
- 郭子升

### 子女
- 李道师，唐朝中散大夫、守安西大都护、上护军、象城县开国男